# Orestes ziegleri
Orestes ziegleri is een wandelende tak uit de familie Heteropterygidae. De wetenschappelijke naam van deze soort is voor het eerst voorgesteld als Dares ziegleri door Oliver Zompro en Ingo Fritzsche in een publicatie uit 1999. De soort is vernoemd naar de Duitse entomoloog Ulrich Ziegler.
De soort komt voor in Thailand waar deze is ontdekt in de provincie Nakhon Ratchasima.